# Anarchias cantonensis
Anarchias cantonensis és una espècie de peix de la família dels murènids i de l'ordre dels anguil·liformes.

## Morfologia
Els mascles poden assolir els 20 cm de longitud total.

## Distribució geogràfica
Es troba des de les Maldives fins a l'Illa Johnston.